# Steffy Stahl
Steffy Stahl, auch Steffi Stahl, bürgerlich Stefanie Stahl, (geboren am 26. Mai 1909 in Lemberg, Österreich-Ungarn; gestorben am 21. September 1993 in Venezuela) war eine österreichische Tänzerin, Tanzlehrerin und Choreographin.

## Leben
Steffy Stahl wurde als Tochter von Abraham Adolf Stahl und dessen Ehefrau Regina Eugenie Stahl (in Venezuela später unter dem Namen Regina Bodenstein de Stahl erwähnt), in Lemberg, der Hauptstadt Galiziens, geboren.
Ihr Vater war promovierter Jurist und war ab 1910 als Advokat und Strafverteidiger in Lemberg tätig. Während des Ersten Weltkriegs wurde er zum Kriegsdienst verpflichtet und 1915 zum „Landsturm-Oberleutnant-Auditor“ [=  öffentlicher Ankläger bei einem Militärgericht] ernannt. Er starb im 38. Lebensjahr im Juli 1916 im Spital in Cholm an einer „in Ausübung seiner Pflicht auf dem nördlichen Kriegsschauplatze erlittenen Verwundung“. Ihre Mutter wird in der „Amtlichen Kurliste“ des „Kurortes Baden bei Wien“ vom 3. September 1927 als „Beamtin aus Wien“ geführt.
Steffy Stahl erhielt Klavier- und Musikunterricht bei Privatlehrern in Wien und besuchte Vorlesungen in Anatomie und Physiologie an der Universität Wien. Ihr Tanzstudium absolvierte sie an der Akademie für Musik und darstellende Kunst in Wien bei der Tänzerin, Choreografin und Tanzlehrerin Gertrud Bodenwieser.
Stahl war nach ihrer Ausbildung als Lehrerin für Rhythmische Gymnastik in Wien tätig. Anfang der 1930er Jahre eröffnete sie eine eigene Gymnastik- und Tanzschule, „Steffy Stahls Studio für Rhythmik, Gymnastik, Akrobatik, Ballett und Steptanz“, die sie in wechselnden Räumlichkeiten in der Josefstädter Straße und in der Tigergasse im 8. Wiener Gemeindebezirk Josefstadt führte, und wo sie Kinder und Erwachsene unterrichtete. Ihr Kinderballett tanzte auch bei Veranstaltungen im Wiener Konzerthaus.
Sie war Mitglied der 1934 von Gertrud Bodenwieser gegründeten Modern-Dance-Gruppe, die als eine der ersten Modern Dance-Formation in Europa gilt. Sie gründete auch ein eigenes Tanzembles mit Tänzerinnen, mit dem sie öffentlich auftrat. Im Kurztonfilm „Lebenslied“, den der Wiener Regisseur Robert Reich im Wiener Burggarten und in den Wiener Schönbrunn-Ateliers drehte, ist Steffy Stahl mit ihrem Ensemble in einer Tanzchoreographie zu sehen. Im Juli 1931 eröffnete sie ihre alljährlichen „Sommer-Kurse für Gymnastik, Akrobatik und Tanz“ im Strandbad von Gars am Kamp, wofür sie später im Zuge der antisemitischen Hetze gegen jüdische Künstler in der Presse als „jüdische Resi [sic!] Stahl“ beschimpft und diffamiert wurde.
Nach dem „Anschluss Österreichs“ emigrierte sie im August 1938 über Italien auf Einladung der Regierung und des dortigen Bildungsministeriums nach Venezuela. Dort setzte sie ihre Karriere als Tanzpädagogin erfolgreich fort. Sie gilt als eine der frühen künstlerischen „Vorläuferinnen“ des venezolanischen Ballettlebens. Sie wurde Leiterin eines Tanzerziehungsprogramms an Kindergärten und Volksschulen in Caracas und arbeitete als Tanzlehrerin und Ausbilderin von Tanzlehrern an städtischen und staatlichen Schulen in Caracas. Sie war Leiterin des „Studio de Arte Coreografico Caracas“. Stahl entwickelte ein eigenes, ganzheitliches Lernsystem und war als Tanzchoreographin vor allem für Kinderballette tätig, die insbesondere auch mit Hunderten von Kindern bei öffentlichen Veranstaltungen zur Aufführung kamen.
1950 wurde sie mit dem staatlichen venezolanischen Orden Francisco de Miranda ausgezeichnet. Außerdem erhielt sie den Orden 27 de Junio. Im März 1990 wurde ihr Wirken vom Nationalen Kulturrat (Consejo Nacional de la Cultura) Venezuelas bei einer Feierstunde im Teatro Nacional de Venezuela öffentlich gewürdigt. 1992 erschien, herausgegeben vom Staatlichen Kulturministerium Venezuelas, ihr Buch El amanecer de la danza.
Der österreichische Literatur- und Kulturwissenschaftler Andreas Weigel widmete im Jänner und Februar 2020 auf seinem auf Facebook erscheinenden Kultur-Blog „Garser Tourismusgeschichte“ der Tänzerin Steffy Stahl mehrere Beiträge und erinnerte in historischen Dokumenten, Zeitungsausschnitten und Fotos an ihr Leben.